# متحف راجد سكول

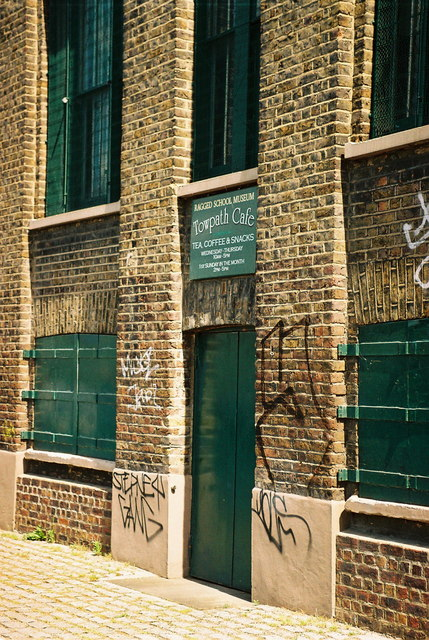
متحف راجد سكول عام 2005.

متحف راجد سكول هو متحف يقع في حي تاور هامليتس بلندن. وقد تم افتتاحه في عام 1990، في نفس مقر مدرسة كوبرفيلد رود راجد الخاصة بد. بارناردو. وقد تم افتتاح المدرسة في عام 1877 لخدمة أطفال مايل إند من خلال توفير التعليم الأساسي لهم. وقد تم إغلاقها في عام 1908، عند تأسيس مجلس مدارس لندن بنجاح لكي يتولى تلك المهمة.
ويقع المخزن في ثلاثة مخازن بجوار القناة في 46-50 طريق كوبرفيلد رود. وقد تم إنقاذ المباني من التعرض للهدم في الثمانينيات من القرن العشرين على يد السكان المحليين، وتم تأسيس صندوق لإدارة العقارات في عام 1990. ويهدف المتحف إلى تسجيل إنشاء اتحاد مدرسة راجد سكول بلندن في عام 1844، وإعادة خلق تجربة كيفية تعليم العصر الفكتوري.
ويضم المتحف غرف دراسة تم ترميمها من العصر الفكتوري، ومطبخ على النظام الطرف الشرقي للندن من 1900. كما تعرض مناطق صالات العرض التاريخ المحلي والثقافي للطرف الشرقي للندن.
وتواجه المباني مايل إند بارك.

## وصلات خارجية
- The Ragged School Museum